# Șimian, Bihor
Șimian là một xã thuộc hạt Bihor, România. Dân số thời điểm năm 2002 là 4053 người.